# Предпоследняя передряга
Предпосле́дняя передря́га (англ. The Penultimate Peril) — новелла Дэниела Хэндлера, двенадцатая из тринадцати книг серии «Тридцать три несчастья». В ней рассказывается история трех детей, Вайолет, Клауса и Санни Бодлеров, которые осиротели после пожара и попали жить к своему дальнему родственнику Графу Олафу.

## Сюжет
Предпоследняя книга в этой серии воссоединяет сирот Бодлер с множеством персонажей из предыдущих приключений, когда они собираются в отеле «Развязка», номера в котором организованы в соответствии с десятичной системой Дьюи. В некотором смысле, отель можно рассматривать как отдых для Вайолет, Клауса и Санни Бодлер после утомительного приключения в открытом море в предыдущей книге. Отель с большим количеством этажей, разнообразными номерами и массой гостей — это прекрасное развлечение для детей любого возраста. Ну а для страстного исследователя Клауса, любителя изобретений Вайолет и кулинарного мастера Солнышко — здесь вообще раздолье.

## Интересные факты
- Эта книга стала единственной в русской версии серии, в оформлении которой была использована обложка иностранного издания повести.